# Sacrificio (ajedrez)
En ajedrez, un sacrificio es un movimiento que entrega una pieza a cambio obtener una ganancia táctica o una compensación posicional de otra forma. Un sacrificio también puede ser un intercambio deliberado de una pieza de ajedrez de más valor por una pieza contraria de menor valor (por ejemplo, una torre por un caballo).
Cualquier pieza de ajedrez, excepto el rey, se puede sacrificar. Como los jugadores normalmente intentan mantener sus propias piezas, ofrecer un sacrificio puede ser una sorpresa desagradable para el contrario, poniéndole en dudas y haciéndole gastar mucho tiempo intentando calcular si el sacrificio es válido o no para aceptarlo. El sacrificio de dama o una cadena de piezas añade más sorpresa y tales partidas pueden ser premiadas.
Normalmente el sacrificio inicia una combinación que puede acabar en mate, la ganancia de una pieza o al menos la recuperación de la pieza sacrificada. No obstante, existen sacrificios puramente posicionales, es decir, se sacrifica una pieza por poner nuestras piezas en las mejores casillas del tablero. Estos sacrificios implican un conocimiento profundo de la posición resultante y sus ventajas. 

## Tipos de sacrificio
En un sacrificio real, el jugador que lo realiza tendrá que jugar frecuentemente con menos material que su oponente durante algún tiempo. Los seudosacrificios son los que el jugador pronto recupera el material sacrificado. Los falsos sacrificios frecuentemente conducen al mate o a una ganancia de más material que el originalmente sacrificado. Rudolf Spielmann subraya la diferencia entre los sacrificios verdaderos y falsos en su libro El Arte del Sacrificio en Ajedrez.
Por otro lado, un sacrificio verdadero es aquel que produce menos resultados directos. El bando que sacrifica no debe obtener compensación alguna por la pérdida de material, sino que se tiene que aclarar después de varios movimientos que sus oportunidades son mejores que las que tenía antes de que el sacrificio fuera iniciado. Los sacrificios verdaderos se dividen en sacrificios especulativos y sacrificios posicionales. 

### Seudosacrificios
Hay cuatro tipos fundamentales:
- Mate. un beneficio común de realizar un sacrificio es permitir al jugador que sacrifica dar jaque mate a su oponente. Como el mate es el último objetivo del ajedrez, la pérdida de material no debería importar en un mate satisfactorio. Los sacrificios que conducen al mate son típicamente forzantes y a menudo jaques, dejando al contrincante sólo una o unas pocas opciones (por ejemplo, dando jaque al rey con el caballo. La dama toma el caballo y entonces, la torre da mate al rey en ausencia de la dama).
- Evitar la derrota. La contrapartida a la anterior es salvar una partida perdida. Un sacrificio se podría realizar para forzar un ahogado o dar un jaque continuo, para crear una fortaleza, forzar de otra manera unas tablas o evitar una pérdida mayor de material.
- Ganancia de material. Un sacrificio puede iniciar una combinación que resulta en una ganancia de material final, haciendo la inversión inicial del sacrificio ventajosa. Un sacrificio que conduce a una promoción es un caso especial de este tipo de sacrificio.
- Simplificación. Incluso si el sacrificio conduce a una red de pérdida de material para recuperarlo en el futuro, el jugador que sacrifica se puede beneficiar porque ya tenía ventaja de material y los cambios simplifican la posición haciéndola más fácil de ganar. Un jugador con ventaja de material puede decidir que es valioso para desprenderse de las últimas piezas efectivas que tiene el oponente.

### Sacrificios tácticos
Un sacrificio táctico se puede categorizar por cómo funciona el sacrificio, aunque algunos sacrificios pueden estar en más de una categoría:
- Sacrificio de desviación: el objetivo es distraer una de las piezas contrarias desde una casilla donde está realizando una tarea en particular.
- Sacrificio de destrucción: se sacrifica una pieza para eliminar una pieza materialmente inferior, pero tácticamente más crucial, de tal manera que el bando que sacrifica puede ganar el control sobre las casillas que controlaba la pieza capturada.
- Sacrificio magnético: similar a un sacrificio de desviación, pero la motivación es colocar una pieza del oponente en una casilla tácticamente pobre, más que expulsarla de una casilla crucial.
- Sacrificio de clarificación: el jugador que sacrifica intenta vaciar la casilla donde se encuentra la pieza sacrificada, para abrir las líneas a sus propias piezas o para poner otra, más útil en la misma casilla.
- Sacrificio de tiempo, el jugador que sacrifica se abstiene de gastar tiempo en prevenir al oponente de ganar material porque el tiempo ahorrado se puede utilizar incluso de forma más beneficiosa, por ejemplo, persiguiendo un ataque sobre el rey o guiando a un peón pasado hacia la coronación.
- Sacrificio suicida: el jugador que sacrifica intenta deshacerse de las piezas que le quedan capaces de realizar movimientos legales y así, conseguir un ahogado y unas tablas en una posición perdida.

### Sacrificios verdaderos
|       |       |       |       |       |       |       |       |       |  |
|       | a8 rd | b8    | c8 bd | d8 qd | e8 kd | f8    | g8    | h8 rd |  |
| a7 pd | b7 pd | c7 pd | d7 nd | e7 bd | f7 bl | g7 pd | h7 pd |       |  |
| a6    | b6    | c6    | d6 pd | e6    | f6 nd | g6    | h6    |       |  |
| a5    | b5    | c5    | d5    | e5 pd | f5    | g5    | h5    |       |  |
| a4    | b4    | c4    | d4    | e4 pl | f4    | g4    | h4    |       |  |
| a3    | b3    | c3 nl | d3    | e3    | f3 nl | g3    | h3    |       |  |
| a2 pl | b2 pl | c2 pl | d2 pl | e2    | f2 pl | g2 pl | h2 pl |       |  |
| a1 rl | b1    | c1 bl | d1 ql | e1    | f1 rl | g1 kl | h1    |       |  |
|       |       |       |       |       |       |       |       |       |  |

Existen varios tipos de sacrificios reales que no esperan una compensación inmediata:
- Ataque sobre el rey: un jugador puede sacrificar un peón o una pieza para abrir líneas alrededor del rey oponente, para obtener ventaja de espacio en el flanco donde se encuentra el rey, para destruir o dañar la estructura de peones que protege al rey contrario o para que el rey contrario se quede en el centro. Sin embargo, el camino hacia el jaque mate no estará claro o no existirá. Si el oponente se defiende del ataque intentando conservar el material, generalmente ganará la partida.
- Desarrollo: es común entregar un peón en la apertura para acelerar el desarrollo. Los gambitos generalmente pertenecen a esta categoría. Los sacrificios de desarrollo generalmente son devueltos en algún momento por el oponente porque si no el desarrollo puede ser aprovechado para crear amenazas sustanciales como un ataque en el flanco de rey.
- Estratégicos/posicionales: en sentido general, el objetivo de todos los sacrificios reales es obtener una ventaja posicional. Sin embargo, hay algunos sacrificios especulativos donde la compensación es en forma de columna abierta o una debilidad en la estructura de peones contraria y no está muy claro cómo potencialmente se transformará en algo más tangible. Estos son los sacrificios más complicados de realizar, porque requieren una profunda comprensión estratégica.
- Sacrificio de alfil: se sacrifica un alfil por un peón al principio de la partida para no permitir al contrario enrocar.

Otra distinción es entre sacrificios forzantes y no-forzantes. El primer tipo deja al oponente sin opción para no aceptarlo, típicamente porque rechazándolo le dejaría con menos material sin compensación. Los sacrificios no-forzantes, por otra parte, dan al oponente la oportunidad. Un error común entre los jugadores sin experiencia (y frecuentemente entre maestros) es no apreciar que un sacrificio particular puede ser declinado de forma segura sin efectos malos.

## Ejemplos

### Sacrificio de desviación
|       |       |       |       |    |       |       |       |    |  |
|       | a8    | b8    | c8 rd | d8 | e8 rd | f8    | g8 kd | h8 |  |
| a7    | b7 pd | c7    | d7    | e7 | f7 pd | g7 bd | h7 pd |    |  |
| a6    | b6    | c6    | d6    | e6 | f6    | g6 pd | h6    |    |  |
| a5 pd | b5    | c5    | d5    | e5 | f5    | g5 bl | h5    |    |  |
| a4 pl | b4    | c4 qd | d4 pl | e4 | f4    | g4    | h4    |    |  |
| a3    | b3    | c3    | d3 ql | e3 | f3    | g3    | h3    |    |  |
| a2    | b2    | c2    | d2    | e2 | f2 pl | g2 pl | h2 pl |    |  |
| a1 rl | b1    | c1    | d1 rl | e1 | f1    | g1 kl | h1    |    |  |
|       |       |       |       |    |       |       |       |    |  |

En el diagrama, la dama del GM Aronian en d3 se encuentra en la cima de la escalera y su torre de d1 representa la base. Erróneamente jugó 24. exd4??, abriendo la columna e para la torre negra. Después de que Svidler jugó 24....Te1+!, Aronian estuvo forzado a abandonar, porque el movimiento del negro le fuerza a replicar Txe1 (o Df1 Txf1+ Txf1), después de lo que la dama blanca está indefensa y perdida.
Este tipo particular de sacrificio también se llama el "truco del Gancho y la Escalera", para la dama blanca que está situada precariamente en la cima de la "escalera", mientras que la torre está en la base, apoyándola.

### Un sacrificio para evitar la derrota
|    |       |    |       |       |       |       |       |    |  |
|    | a8    | b8 | c8 ql | d8    | e8    | f8    | g8    | h8 |  |
| a7 | b7    | c7 | d7    | e7    | f7 rl | g7 pd | h7 kd |    |  |
| a6 | b6    | c6 | d6    | e6    | f6    | g6    | h6    |    |  |
| a5 | b5 pd | c5 | d5    | e5 pd | f5    | g5 qd | h5 pd |    |  |
| a4 | b4 pl | c4 | d4    | e4 pl | f4 nd | g4    | h4 pl |    |  |
| a3 | b3    | c3 | d3    | e3    | f3 pl | g3 pl | h3    |    |  |
| a2 | b2    | c2 | d2    | e2 rd | f2    | g2    | h2    |    |  |
| a1 | b1    | c1 | d1    | e1    | f1    | g1    | h1 kl |    |  |
|    |       |    |       |       |       |       |       |    |  |

El negro jugó 1...Dxg3? y el blanco entabló con 2.Dg8+! Rxg8 (con cualquier otro movimiento el negro recibe mate) 3.Txg7+!. El blanco seguirá dando jaques en la séptima fila y si el negro captura la torre es ahogado.
Esta salvación de Evans ha sido denominada "El Robo del Siglo". La torre blanca es conocida como pieza desesperada. 

### Un sacrificio no-forzante
|       |       |       |       |       |       |       |       |    |  |
|       | a8 rd | b8    | c8 bd | d8 qd | e8    | f8 rd | g8 kd | h8 |  |
| a7    | b7 pd | c7    | d7 nd | e7 bd | f7 pd | g7 pd | h7    |    |  |
| a6    | b6    | c6    | d6 pd | e6 pd | f6 nd | g6    | h6 pd |    |  |
| a5 pd | b5 pl | c5    | d5    | e5    | f5    | g5 nl | h5    |    |  |
| a4    | b4    | c4 pl | d4    | e4    | f4    | g4    | h4 pl |    |  |
| a3 pl | b3    | c3 nl | d3    | e3 pl | f3    | g3    | h3    |    |  |
| a2    | b2 bl | c2 ql | d2    | e2 bl | f2 pl | g2 pl | h2    |    |  |
| a1 rl | b1    | c1    | d1    | e1 kl | f1    | g1    | h1 rl |    |  |
|       |       |       |       |       |       |       |       |    |  |

Esta vez Reshevsky recibe el sacrificio final. El blanco acaba de jugar h2-h4. Si el negro toma el caballo pronto recibirá el jaque mate en la columna h, pero simplemente lo ignoró y continuó el desarrollo. No de debe haber jaque mate el caballo no debe estar ahí .

### Un sacrificio posicional
|       |       |       |       |       |       |       |       |    |  |
|       | a8 rd | b8    | c8    | d8 qd | e8    | f8 rd | g8 kd | h8 |  |
| a7 pd | b7 bd | c7    | d7    | e7 bd | f7 pd | g7 pd | h7 pd |    |  |
| a6    | b6 pd | c6    | d6    | e6 pd | f6 nd | g6    | h6    |    |  |
| a5    | b5    | c5    | d5 pd | e5 pl | f5    | g5    | h5    |    |  |
| a4    | b4    | c4    | d4    | e4    | f4 pl | g4    | h4    |    |  |
| a3 pl | b3    | c3 nl | d3 pl | e3 bl | f3 nl | g3    | h3    |    |  |
| a2    | b2 pl | c2    | d2    | e2    | f2    | g2 pl | h2 pl |    |  |
| a1 rl | b1    | c1    | d1 ql | e1    | f1 rl | g1    | h1 kl |    |  |
|       |       |       |       |       |       |       |       |    |  |

El negro jugó 1... d4! 2.Cxd4 Cd5. A cambio del peón sacrificado, el negro ha obtenido una columna semiabierta, una diagonal, un punto fuerte en d5 y le deja al blanco con un peón retrasado en d3. Sin embargo, no está claro por ningún medio si existe una compensación adecuada. La partida finalmente fue tablas.